# Praça da Liberdade (Porto)
Praça da Liberdade (pol. Plac Wolności) – plac w mieście Porto, w Portugalii. Znajduje się w parafii Santo Ildefonso na obszarze dolnego miasta (Baixa). Plac jest kontynuacją Avenida dos Aliados, ważnej alei miasta.
Plac datuje się na początek XVIII wieku. W 1718 roku powstał projekt urbanizacji obszaru, który doprowadził do powstania nowych ulic i obszernego placu, znanego jako Praça Nova (Nowy Rynek). Plac został początkowo ograniczony przez średniowieczne mury miasta i pałace miejskich, z których żaden nie przetrwał do obecnych czasów.
Po 1788 r. zakon Świętego Eligiusza, wybudował klasztor na południowej stronie placu, który zastąpił średniowieczny mur. Nakładająca się klasycystyczna fasada klasztoru, obecnie znana jako Palácio das Cardosas to najstarszy zachowany budynek placu, który dominuje w południowej stronie od ponad 200 lat.
W XIX wieku, kilka czynników przyczyniło się do zwiększenia znaczenie placu. Zarząd gminy przeniósł się do budynku po północnej stronie placu po 1819 roku, a pod koniec wieku, obiekty takie jak Ponte Dom Luís I (1887) i dworzec kolejowy São Bento (1896) zostały otwarte w pobliżu. Praça da Liberdade był centrum politycznym, ekonomicznym i społecznym dla Porto.
W 1866 roku pomnik poświęcony królowi Piotrowi I, monarchy ściśle związanego z Porto, został odsłonięty na środku placu. Pomnik wykonany został przez francuskiego rzeźbiarza Anatole Calmelsa.
Wygląd placu został znacznie zmieniony po 1916 roku, kiedy budynek gminy został rozebrany i Avenida dos Aliados, nowoczesny bulwary, została wybudowana w północnej części placu. Budynki wokół Praça da Liberdade i alei są zajęte przez banki, hotele, restauracje i biura. Jest ważną atrakcją turystyczną miasta.